# Cúp bóng đá châu Phi 2002
Cúp bóng đá châu Phi 2002 là Cúp bóng đá châu Phi lần thứ 23, được tổ chức tại Mali. Vòng chung kết có 16 đội, chia 4 bảng 4 đội. Cameroon bảo vệ được chức vô địch khi thắng  Sénégal 3–2 bằng sút luân lưu trong trận chung kết sau 120 phút hoà không tỉ số.

## Vòng loại
Vòng loại của giải gồm 49 đội tham gia để lấy 14 đội vào vòng chung kết cùng đương kim vô địch Cameroon và chủ nhà Mali. Sau vòng sơ loại còn 28 đội chia làm 7 bảng 4 đội, chọn mỗi bảng 2 đội đầu bảng vào vòng chung kết.

## Địa điểm
| BamakoKayesMoptiSégouSikasso          | BamakoKayesMoptiSégouSikasso | BamakoKayesMoptiSégouSikasso | Bamako                      |
| ------------------------------------- | ---------------------------- | ---------------------------- | --------------------------- |
| BamakoKayesMoptiSégouSikasso          | BamakoKayesMoptiSégouSikasso | BamakoKayesMoptiSégouSikasso | Sân vận động 26 tháng 3     |
| BamakoKayesMoptiSégouSikasso          | BamakoKayesMoptiSégouSikasso | BamakoKayesMoptiSégouSikasso | Sức chứa: 55.000            |
| BamakoKayesMoptiSégouSikasso          | BamakoKayesMoptiSégouSikasso | BamakoKayesMoptiSégouSikasso |                             |
| BamakoKayesMoptiSégouSikasso          | BamakoKayesMoptiSégouSikasso | BamakoKayesMoptiSégouSikasso | Bamako                      |
| BamakoKayesMoptiSégouSikasso          | BamakoKayesMoptiSégouSikasso | BamakoKayesMoptiSégouSikasso | Sân vận động Modibo Keïta   |
| BamakoKayesMoptiSégouSikasso          | BamakoKayesMoptiSégouSikasso | BamakoKayesMoptiSégouSikasso | Sức chứa: 30.000            |
| BamakoKayesMoptiSégouSikasso          | BamakoKayesMoptiSégouSikasso | BamakoKayesMoptiSégouSikasso |                             |
| Kayes                                 | Mopti                        | Ségou                        | Sikasso                     |
| Sân vận động Abdoulaye Nakoro Cissoko | Sân vận động Barema Bocoum   | Sân vận động Amari Daou      | Sân vận động Babemba Traoré |
| Sức chứa: 15.000                      | Sức chứa: 15.000             | Sức chứa: 15.000             | Sức chứa: 15.000            |
|                                       |                              |                              |                             |

## Vòng chung kết
Vòng chung kết của giải diễn ra trong 3 tuần từ 19 tháng 1 đến 10 tháng 2 năm 2002, tại 6 sân vận động của 5 thành phố ở Mali: thủ đô Bamako, Kayes, Mopti, Ségou và Sikasso.

### Các đội tham dự

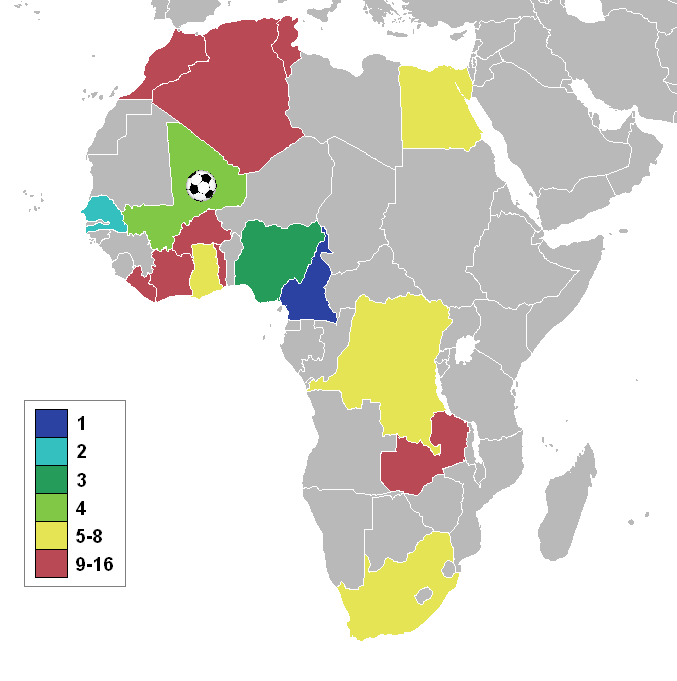
Các quốc gia tham dự vòng chung kết

| - Cameroon (đương kim vô địch, lần thứ 12) - Mali (chủ nhà, lần thứ 3) - Algérie (lần thứ 12) - Burkina Faso (lần thứ 5) - CHDC Congo (lần thứ 13) - Ai Cập (lần thứ 18) - Ghana (lần thứ 14) - Bờ Biển Ngà (lần thứ 15) |  | - Liberia (lần thứ 2) - Maroc (lần thứ 10) - Nigeria (lần thứ 13) - Sénégal (lần thứ 8) - Nam Phi (lần thứ 4) - Togo (lần thứ 5) - Tunisia (lần thứ 10) - Zambia (lần thứ 11) |  |  |

### Bảng A
| Đội tuyển | Số trận | Thắng | Hòa | Thua | Bàn thắng | Bàn thua | Hiệu số | Điểm |
| --------- | ------- | ----- | --- | ---- | --------- | -------- | ------- | ---- |
| Nigeria   | 3       | 2     | 1   | 0    | 2         | 0        | +2      | 7    |
| Mali      | 3       | 1     | 2   | 0    | 3         | 1        | +2      | 5    |
| Liberia   | 3       | 0     | 2   | 1    | 3         | 4        | −1      | 2    |
| Algérie   | 3       | 0     | 1   | 2    | 2         | 5        | −3      | 1    |

| Mali      | 1–1 | Liberia  |
| --------- | --- | -------- |
| Keita 87' |     | Weah 45' |

| Algérie | 0–1 | Nigeria      |
| ------- | --- | ------------ |
|         |     | Aghahowa 43' |

| Mali | 0–0 | Nigeria |
| ---- | --- | ------- |
|      |     |         |

| Liberia                | 2–2 | Algérie                     |
| ---------------------- | --- | --------------------------- |
| Daye 7' · K. Sebwe 72' |     | Akrour 45' · Kraouche 90+1' |

| Mali                     | 2–0 | Algérie |
| ------------------------ | --- | ------- |
| Bagayoko 18' · Touré 24' |     |         |

| Liberia | 0–1 | Nigeria      |
| ------- | --- | ------------ |
|         |     | Aghahowa 63' |

### Bảng B
| Đội tuyển    | Số trận | Thắng | Hòa | Thua | Bàn thắng | Bàn thua | Hiệu số | Điểm |
| ------------ | ------- | ----- | --- | ---- | --------- | -------- | ------- | ---- |
| Nam Phi      | 3       | 1     | 2   | 0    | 3         | 1        | +2      | 5    |
| Ghana        | 3       | 1     | 2   | 0    | 2         | 1        | +1      | 5    |
| Maroc        | 3       | 1     | 1   | 1    | 3         | 4        | −1      | 4    |
| Burkina Faso | 3       | 0     | 1   | 2    | 2         | 4        | −2      | 1    |

| Nam Phi | 0–0 | Burkina Faso |
| ------- | --- | ------------ |
|         |     |              |

| Maroc | 0–0 | Ghana |
| ----- | --- | ----- |
|       |     |       |

| Nam Phi | 0–0 | Ghana |
| ------- | --- | ----- |
|         |     |       |

| Burkina Faso | 1–2 | Maroc             |
| ------------ | --- | ----------------- |
| Dagano 58'   |     | Zerouali 23', 85' |

| Nam Phi                                | 3–1 | Maroc                  |
| -------------------------------------- | --- | ---------------------- |
| Zuma 42' · Mngomeni 48' · Nomvethe 51' |     | Benmahmoud 77' (ph.đ.) |

| Burkina Faso  | 1–2 | Ghana             |
| ------------- | --- | ----------------- |
| K. Traoré 81' |     | Boakye 90', 90+2' |

### Bảng C
| Đội tuyển   | Số trận | Thắng | Hòa | Thua | Bàn thắng | Bàn thua | Hiệu số | Điểm |
| ----------- | ------- | ----- | --- | ---- | --------- | -------- | ------- | ---- |
| Cameroon    | 3       | 3     | 0   | 0    | 5         | 0        | +5      | 9    |
| CHDC Congo  | 3       | 1     | 1   | 1    | 3         | 2        | +1      | 4    |
| Togo        | 3       | 0     | 2   | 1    | 0         | 3        | −3      | 2    |
| Bờ Biển Ngà | 3       | 0     | 1   | 2    | 1         | 4        | −3      | 1    |

| Cameroon   | 1–0 | CHDC Congo |
| ---------- | --- | ---------- |
| M'Boma 40' |     |            |

| Togo | 0–0 | Bờ Biển Ngà |
| ---- | --- | ----------- |
|      |     |             |

| Cameroon   | 1–0 | Bờ Biển Ngà |
| ---------- | --- | ----------- |
| M'Boma 85' |     |             |

| CHDC Congo | 0–0 | Togo |
| ---------- | --- | ---- |
|            |     |      |

| Cameroon                             | 3–0 | Togo |
| ------------------------------------ | --- | ---- |
| Mettomo 52' · Eto'o 80' · Olembé 89' |     |      |

| CHDC Congo                                     | 3–1 | Bờ Biển Ngà |
| ---------------------------------------------- | --- | ----------- |
| Yuvuladio 28' · Nonda 66' · Kimoto 81' (ph.đ.) |     | Traoré 86'  |

### Bảng D
| Đội tuyển | Số trận | Thắng | Hòa | Thua | Bàn thắng | Bàn thua | Hiệu số | Điểm |
| --------- | ------- | ----- | --- | ---- | --------- | -------- | ------- | ---- |
| Sénégal   | 3       | 2     | 1   | 0    | 2         | 0        | +2      | 7    |
| Ai Cập    | 3       | 2     | 0   | 1    | 3         | 2        | +1      | 6    |
| Tunisia   | 3       | 0     | 2   | 1    | 0         | 1        | −1      | 2    |
| Zambia    | 3       | 0     | 1   | 2    | 1         | 3        | −2      | 1    |

| Ai Cập | 0–1 | Sénégal    |
| ------ | --- | ---------- |
|        |     | Diatta 82' |

| Zambia | 0–0 | Tunisia |
| ------ | --- | ------- |
|        |     |         |

| Ai Cập   | 1–0 | Tunisia |
| -------- | --- | ------- |
| Emam 23' |     |         |

| Sénégal    | 1–0 | Zambia |
| ---------- | --- | ------ |
| Camara 90' |     |        |

| Ai Cập              | 2–1 | Zambia       |
| ------------------- | --- | ------------ |
| Mido 35' · Emam 53' |     | Kampamba 89' |

| Sénégal | 0–0 | Tunisia |
| ------- | --- | ------- |
|         |     |         |

### Vòng đấu loại trực tiếp
|  | Tứ kết              | Tứ kết             |                     |       | Bán kết       | Bán kết       |  |  | Chung kết | Chung kết |
|  |                     |                    |                     |       |               |               |  |  |           |           |
|  | 3 tháng 2 - Bamako  |                    |                     |       |               |               |  |  |           |           |
|  |                     |                    |                     |       |               |               |  |  |           |           |
|  | Nigeria             | 1                  |                     |       |               |               |  |  |           |           |
|  | Nigeria             | 1                  | 7 tháng 2 - Bamako  |       |               |               |  |  |           |           |
|  | Ghana               | 0                  |                     |       |               |               |  |  |           |           |
|  | Ghana               | 0                  | Nigeria             | 1     |               |               |  |  |           |           |
|  | 4 tháng 2 - Bamako  |                    | Nigeria             | 1     |               |               |  |  |           |           |
|  |                     | Sénégal (h.p.)     | 2                   |       |               |               |  |  |           |           |
|  | Sénégal             | Sénégal (h.p.)     | 2                   | 2     |               |               |  |  |           |           |
|  | Sénégal             |                    | 10 tháng 2 - Bamako | 2     |               |               |  |  |           |           |
|  | CHDC Congo          | 0                  |                     |       |               |               |  |  |           |           |
|  | CHDC Congo          | 0                  | Sénégal             | 0 (2) |               |               |  |  |           |           |
|  | 3 tháng 2 - Kayes   |                    | Sénégal             | 0 (2) |               |               |  |  |           |           |
|  |                     | Cameroon (pen.)    | 0 (3)               |       |               |               |  |  |           |           |
|  | Nam Phi             | Cameroon (pen.)    | 0 (3)               | 0     |               |               |  |  |           |           |
|  | Nam Phi             | 7 tháng 2 - Bamako |                     | 0     |               |               |  |  |           |           |
|  | Mali                | 2                  |                     |       |               |               |  |  |           |           |
|  | Mali                | 2                  | Mali                | 0     |               |               |  |  |           |           |
|  | 4 tháng 2 - Sikasso |                    | Mali                | 0     |               |               |  |  |           |           |
|  |                     | Cameroon           | 3                   |       | Tranh hạng ba | Tranh hạng ba |  |  |           |           |
|  | Cameroon            | Cameroon           | 3                   | 1     | Tranh hạng ba | Tranh hạng ba |  |  |           |           |
|  | Cameroon            |                    | 9 tháng 2 - Mopti   | 1     |               |               |  |  |           |           |
|  | Ai Cập              | 0                  |                     |       |               |               |  |  |           |           |
|  | Ai Cập              | 0                  | Nigeria             | 1     |               |               |  |  |           |           |
|  |                     |                    |                     |       |               |               |  |  |           |           |
|  | Mali                | 0                  |                     |       |               |               |  |  |           |           |
|  | Mali                | 0                  |                     |       |               |               |  |  |           |           |

### Tứ kết
| Nam Phi | 0–2 | Mali                            |
| ------- | --- | ------------------------------- |
|         |     | Touré 60' · Dr. Coulibaly 90+2' |

| Nigeria   | 1–0 | Ghana |
| --------- | --- | ----- |
| Lawal 80' |     |       |

| Cameroon   | 1–0 | Ai Cập |
| ---------- | --- | ------ |
| M'Boma 62' |     |        |

| Sénégal              | 2–0 | CHDC Congo |
| -------------------- | --- | ---------- |
| Diao 30' · Diouf 86' |     |            |

### Bán kết
| Nigeria      | 1–2 (h.p.) | Sénégal                   |
| ------------ | ---------- | ------------------------- |
| Aghahowa 88' |            | P. B. Diop 54' · Diao 97' |

| Mali | 0–3 | Cameroon                    |
| ---- | --- | --------------------------- |
|      |     | Olembé 39', 45+1' · Foé 84' |

### Tranh hạng ba
| Nigeria    | 1–0 | Mali |
| ---------- | --- | ---- |
| Yakubu 29' |     |      |

### Chung kết
| Sénégal                              | 0–0 (h.p.) | Cameroon                              |
| ------------------------------------ | ---------- | ------------------------------------- |
|                                      |            |                                       |
| Loạt sút luân lưu                    |            |                                       |
| Coly · Fadiga · Faye · Diouf · Cisse | 2–3        | Wome · Suffo · Lauren · Geremi · Song |

| Vô địch Cúp bóng đá châu Phi 2002 Cameroon Lần thứ tư |

## Danh sách Cầu thủ ghi bàn
3 bàn
| - Patrick M'Boma | - Salomon Olembé | - Julius Aghahowa |

2 bàn
| - Hazem Emam - Isaac Boakye | - Bassala Touré - Hicham Zerouali | - Salif Diao |

1 bàn
| - Nassim Akrour - Nasreddine Kraouche - Moumouni Dagano - Amadou Traoré - Samuel Eto'o - Lucien Mettomo - Marc-Vivien Foé - Papi Kimoto - Shabani Nonda - Yves Yuvuladio | - Kandia Traoré - Mido - Prince Akim Daye - Kelvin Sebwe - George Weah - Mamadou Bagayoko - Dramane Coulibaly - Seydou Keita - Rachid Benmahmoud - Yakubu Aiyegbeni | - Garba Lawal - Souleymane Camara - Lamine Diatta - Papa Bouba Diop - El Hadji Diouf - Thabo Mngomeni - Siyabonga Nomvete - Sibusiso Zuma - Gift Kampamba |

## Đội hình tiêu biểu
Thủ môn
- Tony Sylva

Hậu vệ
- Taribo West
- Rigobert Song
- Ifeanyi Udeze
- Hany Ramzy

Tiền vệ
- Seydou Keita
- Rafik Saifi
- Patrick M'Boma
- Sibusiso Zuma

Tiền đạo
- Julius Aghahowa
- El Hadji Diouf